# Оффатт
Оффатт (англ. Offutt Air Force Base, (ИАТА: OFF, ИКАО: KOFF, FAA LID: OFF)) — действующая авиабаза Военно-воздушных сил США, расположенная к югу от Омахи, вблизи города Белвью в округе Сарпи, штат Небраска. Является местом расположения Стратегического командования Вооружённых сил США, отвечающего за все ядерные силы США.

## Содержание
Авиационная база Оффатт была основана в сентябре 1918 года как учебное поле для дирижаблей авиационной службы армии США. В 1924 году учебный аэродром назвали именем первого лейтенанта Джарвиса Оффатт, уроженца Омахи, который погиб в воздушном бою на Западном фронте в августе 1918 года на своем самолете S.E.5.
После Второй мировой войны, 9 ноября 1948 года, авиабаза Оффатт была выбрана местом дислокации штаб-квартиры Стратегического воздушного командования, так как она находится в центре Соединённых Штатов, за пределами дальности полёта тяжёлых бомбардировщиков противника того времени, которые могли нести ядерное оружие.
1 июня 1992 года в связи с окончанием Холодной войны, Стратегическое командование Военно-воздушных сил было расформировано и превращено в Стратегическое командование Вооружённых сил США.

## Дислокация
На авиационной базе Оффатт по состоянию на 2016 год базируются формирования Военно-воздушных сил США, а также отдельные части и формирования других видов вооружённых сил США.
Основные формирования:
- 55-е крыло;
- 557-е метеорологическое крыло.